# Dillingham
Dillingham és una població dels Estats Units a l'estat d'Alaska. Segons el cens del 2000 tenia 2.466 habitants.

## Demografia
Segons el cens del 2000, Dillingham tenia 2.466 habitants, 884 habitatges, i 599 famílies La densitat de població era de 28,3 habitants/km².
Dels 884 habitatges en un 41,3% hi vivien nens de menys de 18 anys, en un 47,4% hi vivien parelles casades, en un 15,3% dones solteres, i en un 32,2% no eren unitats familiars. En el 27,6% dels habitatges hi vivien persones soles el 4,2% de les quals corresponia a persones de 65 anys o més que vivien soles. El nombre mitjà de persones vivint en cada habitatge era de 2,75 i el nombre mitjà de persones que vivien en cada família era de 3,37.
Per edats la població es repartia de la següent manera: un 34,6% tenia menys de 18 anys, un 6,6% entre 18 i 24, un 30,6% entre 25 i 44, un 23,2% de 45 a 60 i un 5% 65 anys o més.
L'edat mediana era de 33 anys. Per cada 100 dones hi havia 106,7 homes. Per cada 100 dones de 18 o més anys hi havia 102,5 homes.
La renda mediana per habitatge era de 51.458 $ i la renda mediana per família de 57.417 $. Els homes tenien una renda mediana de 47.266 $ mentre que les dones 34.934 $. La renda per capita de la població era de 21.537 $. Aproximadament el 10,1% de les famílies i l'11,7% de la població estaven per davall del llindar de pobresa.

## Poblacions més properes
El següent diagrama mostra les poblacions més properes.